# Черокі (округ, Південна Кароліна)
Шаблон:StateAbbr_ 35°03′ пн. ш. 81°37′ зх. д. / 35.05° пн. ш. 81.62° зх. д.
Округ Черокі (англ. Cherokee County) — округ (графство) у штаті Південна Кароліна, США. Ідентифікатор округу 45021.

## Історія
Округ утворений 1897 року.

## Демографія
За даними перепису 
2000 року 
загальне населення округу становило 52537 осіб, зокрема міського населення було 20666, а сільського — 31871.
Серед мешканців округу чоловіків було 25423, а жінок — 27114. В окрузі було 20495 домогосподарств, 14614 родин, які мешкали в 22400 будинках.
Середній розмір родини становив 3,01.
Віковий розподіл населення поданий у таблиці:
| Стать    | До 15 років | 15-21 | 22-29 | 30-39 | 40-49 | 50-65 | 65-85 | Понад 85 |
| -------- | ----------- | ----- | ----- | ----- | ----- | ----- | ----- | -------- |
| Чоловіки | 5800        | 2445  | 2840  | 3961  | 3779  | 4097  | 2354  | 147      |
| Жінки    | 5631        | 2489  | 2942  | 3873  | 3849  | 4314  | 3442  | 574      |

## Суміжні округи
- Клівленд, Північна Кароліна — північ
- Йорк — схід
- Юніон — південь
- Спартанберг — захід
- Рутерфорд, Північна Кароліна — північний захід

## Виноски
1. ↑  U.S. Decennial Census. United States Census Bureau. Архів оригіналу за 26 квітня 2015. Процитовано 16 березня 2015.
2. ↑  Historical Census Browser. University of Virginia Library. Архів оригіналу за 11 серпня 2012. Процитовано 16 березня 2015.
3. ↑  Forstall, Richard L., ред. (27 березня 1995). Population of Counties by Decennial Census: 1900 to 1990. United States Census Bureau. Архів оригіналу за 2 лютого 2015. Процитовано 16 березня 2015.
4. ↑  Census 2000 PHC-T-4. Ranking Tables for Counties: 1990 and 2000 (PDF). United States Census Bureau. 2 квітня 2001. Архів оригіналу (PDF) за 18 грудня 2014. Процитовано 16 березня 2015.
5. ↑  State & County QuickFacts. United States Census Bureau. Архів оригіналу за 10 червня 2006. Процитовано 22 листопада 2013. [Архівовано 2006-06-10 у Wayback Machine.](англ.) Наведено за англійською вікіпедією.
6. ↑  American FactFinder. Бюро перепису населення США. Архів оригіналу за 26 лютого 2012. Процитовано 31 січня 2008. [Архівовано 2008-05-21 у Wayback Machine.]

| США | Це незавершена стаття з географії США. Ви можете допомогти проєкту, виправивши або дописавши її. |